# Forma musical
La forma musical és el mode d'organització d'una idea musical per copsar l'obra completament, la manera en què està dissenyada i construïda per formar una unitat completa. En el concepte hi ha dos conceptes diferents però relacionats, que són el tipus de composició o "forma concreta", com ara la forma d'una simfonia o d'un concert; i l'estructura o "forma abstracta" d'una peça en particular, d'un sol moviment i es parla de forma binària, forma ternària, forma sonata, fuga, etc.
La forma i gènere musical són conceptes diferents. Gènere musical s'utilitza per referir-se a estils concrets de música (com música clàssica o música rock) i es determina per elements com el llenguatge harmònic, ritmes característics, tipus d'instrument musical utilitzats i origen geogràfic. En aquest context el terme forma musical fa referència a un tipus particular d'estructura dins d'uns determinats gèneres. Per exemple, el "blues de 12 compassos" és una forma específica que trobem sovint en els gèneres de blues, rock and roll i jazz.
Pel que fa a la forma musical es poden identificar quatre èpoques de la història de la música. La primera o primitiva és la que es fon amb la dansa, semàntica i amb rime marcat, i es pot exemplificar amb una música tribal. Una segona època seria la calssicista en la qual es desenvolupa el caràcter abastracte i l'equilibri entre la serenitat i profunditat, la pròpia d'una forma polifònica de Palestrina. Després vindria l'època entusiasta sentiment íntim del romanticisme, on hi podríem posar una cançó de Schubert. La darrera seria la recerca d'allò objectiu i plàstic, allò que està més enllà d'allò humà, com fa la música contemporània, com la Consagració de la Primavers d'Stravinsky.

## Identificació
Hi ha elements organitzatius que poden determinar l'estructura formal d'una peça musical, com ara "l'arranjament d'unitats musicals de ritme, melodia i/o harmonia que mostren repetició o variació, la disposició dels instruments com l'ordre dels solos en una actuació de jazz, o la manera d'orquestrar una peça simfònica", entre altres factors. Es tracta de "les maneres en què es configura una composició per crear una experiència musical significativa per a l'oient".
Aquests elements organitzatius es poden dividir en unitats més petites anomenades frases, que expressen una idea musical, però no tenen el pes suficient per estar soles. La forma musical es desenvolupa al llarg del temps a través de l'expansió i desenvolupament d'aquestes idees. En l'harmonia tonal, la forma s'articula principalment a través de cadències, frases i períodes. "La forma en la música és el resultat de la interacció dels quatre elements estructurals," del so, l'harmonia, la melodia i el ritme.
Les composicions que no segueixen una estructura fixa i es basen més en la improvisació es consideren de forma lliure. Una fantasia n'és un exemple. El compositor Debussy el 1907 va escriure que: "Cada cop estic més convençut que la música no és, en essència, una cosa que es pugui convertir en una forma tradicional i fixa. Està format per colors i ritmes."

## Etiquetatge
Per ajudar en el procés de descripció de la forma, els músics han desenvolupat un sistema senzill per etiquetar les unitats musicals amb lletres. Al seu llibre de text Listening to Music, el professor Craig Wright escriu:
La primera mostra d'una idea musical es designa com A. Les seccions posteriors s'etiqueten B, C, D, etc. Si la primera o qualsevol altra unitat musical torna amb una forma diferent, aquesta variació està indicada per un número de superíndex A1, B2, per exemple. Les subdivisions de cada gran unitat musical es mostren per minúscules ( 'a, b,' , etc.).
Alguns autors també utilitzen una etiqueta principal (com ara B′, pronunciada "B primera", o B″, pronunciada "B doble primera") per indicar seccions que estan estretament relacionades, però varien lleugerament.

## Nivells d'organització
El nivell principal de la forma musical es pot dividir en dues parts:
La disposició del pols en pulsacions no accentuades i accentuades, les cel·les d'un compàs que, quan s'harmonitzen, poden donar lloc a un motiu o una figura.
L'organització posterior d'aquesta mesura, per repetició i variació, en una veritable frase musical amb un ritme i una durada definits que poden estar implicats en la melodia i l'harmonia, es pot definir, per exemple, per una nota final llarga i un espai de respiració. Aquesta "frase" es pot considerar com la unitat fonamental de la forma musical: es pot desglossar en compassos de dos o tres temps, però llavors es perdrà la seva naturalesa distintiva. Fins i tot en aquest nivell, es pot veure la importància dels principis de repetició i contrast, dèbil i fort, clímax i repòs. Així, la forma es pot entendre en tres nivells d'organització. A l'efecte d'aquesta exposició, aquests nivells es poden designar aproximadament com a passatge, peça i cicle.

## Formes comunes en la música occidental
Scholes va suggerir que la música clàssica europea només tenia sis formes autònomes: binari simple, ternari simple, binari compost, rondó, aire amb variacions i fuga (tot i que el musicòleg Alfred Mann va subratllar que la fuga és principalment un mètode de composició que de vegades ha pres sobre determinades convencions estructurals).
Charles Keil va classificar les formes i els detalls formals com a "seccionals, de desenvolupament o variacionals".

### Forma seccionada
Aquesta forma es construeix a partir d'una seqüència d'unitats clares a les quals es pot referir amb lletres, però també sovint tenen noms genèrics com ara introducció i coda, exposició, desenvolupament i recapitulació, vers, cor o tornada, i pont. Els formularis de seccions inclouen:
- Forma estròfica.
- Forma de cadena. Medley, potpourri o forma en cadena és l'extrem contrari, el de la "variació sense relleu": és simplement una seqüència indefinida de seccions autònomes (ABCD ...), de vegades amb repeticions (AABBCCDD...).
- Forma binària. El terme "forma binària" s'utilitza per descriure una peça musical amb dues seccions aproximadament iguals. La forma binària es pot escriure com AB o AABB.[19] Utilitzant l'exemple de Greensleeves proporcionat, el primer sistema és gairebé idèntic al segon. Anomenem el primer sistema A i el segon sistema A′ (A primer) per la lleugera diferència de l'última mesura i mitja. Els dos sistemes següents (3r i 4t) també són gairebé idèntics, però una idea musical totalment nova que els dos primers sistemes. Anomenem el tercer sistema B i el quart sistema B' (B primer) per la lleugera diferència de l'última mesura i mitja. En conjunt, aquesta peça musical està en forma binària: AA′BB′.[19]
- Forma ternària. La forma ternària és una forma musical de tres parts en què la tercera part repeteix o almenys conté la idea principal de la primera part, representada com ABA.[20] Hi ha formes ternàries tan simples com compostes. Les àries da capo solen estar en forma ternària simple. Una forma ternària composta (o de forma trio) implica de manera similar un patró ABA, però cada secció és en si mateixa en forma binària (dues subseccions que es poden repetir) o en forma ternària (simple).
- Forma de rondo. Aquesta forma té un tema recurrent alternant amb diferents seccions (generalment contrastades) anomenades "episodis". Pot ser asimètric (ABACADAEA) o simètric (ABACABA). Una secció recurrent, especialment el tema principal, de vegades és més variada, o bé un episodi pot ser un "desenvolupament" d'aquest. Un arranjament similar és la forma ritornello del Concert grosso barroc. La forma d'arc (ABCBA) s'assembla a un rondo simètric sense repeticions intermèdies del tema principal.
- Forma variacional. Les formes variacionals són aquelles en què la variació és un element formatiu important. Un tema, que en si mateix pot ser de qualsevol forma més curta (binari, ternari, etc.), forma l'única "secció" i es repeteix indefinidament (com en la forma estròfica) però es varia cada cop (A,B). ,A,F,Z,A), per tal de fer una mena de forma de cadena seccional. Una variant important d'això, molt utilitzada a la música britànica del segle XVII i a la Passacaglia i Chaconne, va ser la del baix de terra, un tema de baix repetit o baix ostinato sobre i al voltant del qual es desplega la resta de l'estructura, sovint, però no sempre, filant fils polifònics o contrapuntístics, o improvisant divisions i descants. Scholes (1977) diu que aquesta és la forma per excel·lència de la música instrumental solista no acompanyada o acompanyada. El Rondo es troba sovint amb trams variats (AA 1 BA 2 CA 3 BA 4) o (ABA 1 CA 2 B 1 A).
- Forma Sonata-allegro. La forma sonata-allegro (també la forma sonata o la forma del primer moviment) es distribueix normalment en una forma ternària més gran, amb les subdivisions nominals d'exposició, desenvolupament i recapitulació. Normalment, però no sempre, les parts "A" (exposició i recapitulació, respectivament) es poden subdividir en dos o tres temes o grups temàtics que es prenen en seccions i es recombinen per formar la part "B" (el desenvolupament), per exemple, (AabB[dev. de a i/o b]A 1 ab 1 +coda). La forma sonata és "el principi més important de la forma musical, o tipus formal del període clàssic fins ben entrat el segle XX".[21] Normalment s'utilitza com a forma del primer moviment en obres multimoviment. Així, també s'anomena "forma de primer moviment" o "forma sonata-allegro" (perquè normalment els primers moviments més habituals són en tempo allegro).[22]

## Formes de la música popular occidental
Algunes formes s'utilitzen principalment dins de la música popular, com les formes específiques de gènere. Les formes de música popular sovint es deriven de la forma estròfica (forma de la cançó AAA), la forma de 32 compassos (forma de la cançó AABA), la forma de vers-cor (forma de la cançó AB) i la forma de blues de 12 compassos (forma de la cançó AAB).

### Formes de secció
- AABA aka Popular americà
- AB aka Vers/Cor
  - ABC també Vers/Cor/Pont
- ABAB
- ABAC aka Vers/Cor/Vers/Pont
- ABCD
- Formes de cançons de Blues
  - AAB
  - 8-Bar Blues
  - 16-Bar Blues[24]

### Formes esteses
La forma ampliada són formes que tenen la seva arrel en una de les formes anteriors, però s'han ampliat amb seccions addicionals. Per exemple:
- AAAAA
- AABABA

### Formes compostes
També s'anomenen formes de cançons híbrides. Les formes de cançons compostes combinen dues o més formes de cançons.

## Alguns exemples
- Fuga
- Variació
- Suite
- Sonata
- Simfonia
- Concert
- Obertura
- Preludi
- Poema simfònic
- Marxa
- Polonesa
- Masurca
- Vals
- Tarantel·la
- Polka
- Cànon